# Veliče Šumulikoski
Veliče Šumulikoski (makedonskou cyrilicí Величе Шумуликоски; * 24. dubna 1981, Struga, SFR Jugoslávie) je bývalý severomakedonský fotbalový obránce či záložník a bývalý reprezentant, od léta2018 působící v moravském klubu TJ Osvětimany. Po konci kariéry působí ve Slovácku jako sportovní manažer a pomáhá trenéru Svědíkovi. V zahraničí působil na klubové úrovni v Česku, Rusku, Turecku, Anglii a Číně.

## Klubová kariéra
Svoji fotbalovou kariéru začal v NK Celje, kde prošel všemi mládežnickými kategoriemi. V roce 1999 se propracoval do prvního týmu. O 3 roky později zamířil do Slovácka, který se stal jeho prvním zahraničním angažmá. V zimním přestupovém období ročníku 2003/04 odešel do Zenitu Sankt-Petěrburg. Následně se stal hráčem Bursasporu. V lednu 2008 podepsal Ipswich Town FC. V létě 2009 zamířil do Prestonu North End FC. Po roce odešel do Sibiru Novosibirsk. V roce 2012 hrál za Tianjin Teda FC. V dubnu 2013 se vrátil na Slovácko, kde působil až do podzimu 2013, kdy se trenér Habanec zřekl jeho služeb. V zimní ligové přestávce ale došlo k dohodě mezi hráčem a klubem, výsledkem čehož byla půlroční smlouva. V létě 2014 podepsal nový dvouletý kontrakt.

## Reprezentační kariéra
Šumulikoski reprezentoval Severní Makedonii v mládežnické kategorii U21.
V reprezentačním A-mužstvu Severní Makedonie debutoval 27. 7. 2000 na turnaji San Pelegrino v bulharské Varně proti reprezentaci Ázerbájdžánu (výhra 2:1). V letech 2009–2013 navlékal během zápasů kapitánskou pásku. Celkem odehrál v letech 2000–2013 v severomakedonském národním týmu 84 zápasů a vstřelil 1 branku, což jej k říjnu 2016 řadilo celkově na druhé místo v počtu odehraných střetnutí mezi všemi severomakedonskými reprezentanty.

### Reprezentační góly
Góly Veliče Šumulikoskiho za A-tým Severní Makedonie
| Gól | Datum       | Stadion                                           | Soupeř  | Skóre (min.) | Výsledek | Soutěž                 |
| --- | ----------- | ------------------------------------------------- | ------- | ------------ | -------- | ---------------------- |
| 010 | 18. 8. 2004 | Gradski stadion Skopje, Skopje, Severní Makedonie | Arménie | 03:0 0(89.)  | 3:0      | Kvalifikace na MS 2006 |